# Вонлярлярский, Владимир Михайлович
Влади́мир Миха́йлович Вонлярля́рский (1852—1946) — офицер Кавалергардского полка, участник русско-турецкой войны 1877—1878 годов, крупный новгородский землевладелец и промышленник, владелец золотых приисков на Урале, председатель правления Северо-Восточного Сибирского общества (СВСО).

## Биография
Родился 18 (30) октября 1852 года — сын генерал-майора Михаила Петровича Вонлярлярского (1815 — после 1868) и его жены Веры Николаевны, урожденной Мусиной-Пушкиной. Старший брат Николай — генерал от кавалерии. Был крещён 11 декабря 1852 года в церкви Спаса Нерукотворного образа при Зимнем дворце, крестник императрицы Александры Фёдоровны и великого князя Александра Николаевича.
По окончании курса в Александровском лицее, 21 мая 1871 года вступил в службу юнкером в Кавалергардский полк и 19 октября того же года был произведен корнетом. В 1872 году взял 3-й приз на Красносельской 4-верстной скачке. В 1874 году за отличие по службе был произведен поручиком. В следующем году был назначен заведующим полковой учебной командой и взял императорский приз езды высшей школы. В 1877 году был произведён штабс-ротмистром.
С началом русско-турецкой войны, 9 апреля 1877 года был прикомандирован ординарцем к главнокомандующему Дунайской армией великому князю Николаю Николаевичу. 4 июля участвовал при взятии Никополя, за каковое дело был награждён Золотым палашом «За храбрость». 18 июля, исполняя должность ординарца при бароне Криднере, участвовал в сражениях под Плевной. 9 августа был командирован на Шипку к князю Имеретинскому, где пробыл до 17 августа. Участвовал в боях под Плевной 30 августа, на Зеленых горах и при взятии Плевны. 2 января 1878 года был командирован к генерал-адъютанту Гурко, коим 6 января отправлен с донесением к главнокомандующему. С 2 марта по 16 апреля состоял в Константинополе членом русско-турецкой комиссии по возвращению и устройству беглого населения. За эту войну получил ордена: св. Станислава 2-й степени с мечами, св. Анны 3-й степени с мечами и бантом, и св. Владимира 4-й степени с мечами и бантом.
3 декабря 1878 года назначен адъютантом к великому князю Николаю Николаевичу, а в следующем году произведён ротмистром. Женился и 3 августа 1881 года был уволен от службы по домашним обстоятельствам с чином полковника и мундиром. В феврале 1881 года было учреждено паевое «Товарищество Митрофаниевской мануфактуры бумажных изделий», где Вонлярлярскому был доверен председательский пост в правлении Товарищества.
Выйдя в отставку, посвятил себя общественной и предпринимательской деятельности. Избирался почётным мировым судьёй по Крестецкому уезду (с 1884), уездным и новгородским губернским гласным. Также состоял членом экономического совета губернского земства. В своем имении содержал школу и приемный покой-больницу. В 1890—1906 годах состоял почётным попечителем Новгородской гимназии и построил при ней два зала. Был учредителем и председателем Новгородского общества сельского хозяйства, а затем председателем Северного сельскохозяйственного общества. В 1896 году принимал активное участие в борьбе с забастовкой текстильщиков в Санкт-Петербурге. В 1898—1907 годах состоял председателем общества Белого Креста. В 1904 году был пожалован в должность шталмейстера.
Имел в Санкт-Петербурге доходный дом: Английская набережная, 36. Владел лесопильным заводом и паркетной фабрикой, устроенными в новгородском имении, а также золотыми приисками на Урале. Был членом общества содействия русской промышленности и торговле. В 1900—1902 годах пытался организовать добычу золота на Чукотке. Вместе с А. М. Безобразовым и А. М. Абаза участвовал в организации концессий на реке Ялу, ставших одним из главных поводов русско-японской войны.
В записке 17 января 1904 года, направленной В. М. Вонлярлярским в совещание под председательством члена Государственного совета А. П. Игнатьева, он писал:

Отличие русского колонизаторского движения в Азии от колонизаторства иностранных государств не только в том, что Россия идет в Азию поступательно, по сухому пути и, присоединяя к себе новые области, органически приобщает их под «Высокую Руку Белого Царя». Иностранным же европейским государствам приходилось искать колоний за морем, заботиться о создании торгового флота для связи метрополии с этими колониями, образовывать своеобразные местные управления и создавать совершенно особые условия жизни в колониях, отличающихся от метрополии— РГИА. — Ф. 1237. — Оп. 1. — Д. 1. — Л. 14.
В 1909 году вместе с сыном, Дмитрием Вонлярлярским, был обвинен в подлоге завещания князя Богдана Огинского. В мае 1911 года Вонлярлярский-отец был оправдан судом присяжных (сын был признан виновным и сослан на 2 года в арестантские роты).
После революции жил с женой, Надеждой Семёновной, в Петрограде; дочь Мария жила в это время в Берлине. В июле 1923 года подал заявление о выдаче загранпаспортов для выезда с женой и сыном в Германию на лечение, но в октябре получил отказ (жена паспорт получила). В феврале 1924 года вновь подал заявление, но вновь получил отказ, а 19 сентября 1924 года был арестован и заключён в тюрьму; через месяц освобождён. В апреле 1925 года он вновь хлопотал о выдаче загранпаспорта и 6 мая получил отказ; 16 мая просил помощи Е. П. Пешковой в разрешении выезда за границу. Наконец, в июле 1925 года выехал в Германию, позднее — во Францию.
Умер 24 марта 1946 года в Карловых Варах.

## Семья
Был женат на Надежде Семёновне Голенищевой, сестре В. С. Голенищева. Их дети:
- Дмитрий (1880—?)
- Георгий (1882—1975), воспитанник Пажеского корпуса (1901), полковник лейб-гвардии Гусарского полка. В эмиграции в США, умер в Нью-Йорке.
- Мария (12.10.1886—?)
- Андрей (08.10.1888—?), воспитанник Александровского лицея (1909), участник Первой мировой войны, военный летчик. В эмиграции в Англии. Капитан французской армии с 1939 по 1945 год; прилагается к Министерству иностранных дел. Умер в Англии после 1954 года. Был женат на Елене Лободовской.